# Thomas Röhler
Thomas Röhler (* 30. September 1991 in Jena) ist ein deutscher Leichtathlet, der sich auf den Speerwurf spezialisiert hat. Er ist Olympiasieger 2016 und Europameister 2018.

## Berufsweg
Röhler besuchte das Sportgymnasium in seiner Heimatstadt Jena und legte 2011 das Abitur ab. Er nahm ein Sport- und Wirtschaftsstudium an der Friedrich-Schiller-Universität Jena auf und erlangte darin 2016 einen Bachelorabschluss.

## Sportliche Karriere
Thomas Röhler kam über eine AG in der Grundschule zum Sport und trat dann einem Leichtathletikverein bei. 1998 begann er mit Sprung und Mehrkampf und wechselte Ende 2009 zum Speerwurf. Erster Speerwurftrainer des Thüringers war Burkhard Looks. Von Oktober 2013 bis zu dessen Tod am 26. Mai 2025 arbeitete er mit Trainer Harro Schwuchow in Jena. 2010 wurde Thomas Röhler in das Nationalteam des Bundestrainers Boris Henry aufgenommen. Teilnahmen bei den U20-Weltmeisterschaften 2010, den U23-Europameisterschaften 2011 und den Europameisterschaften 2012 in Helsinki beweisen die Leistungsentwicklung der ersten Jahre der Wurfkarriere. In den Jahren 2012 bis 2015 wurde er jeweils Deutscher Meister im Speerwurf.
Im Jahr 2014 wurde Röhler Gesamtsieger der Diamond League. In Kuortane erzielte er am 8. August 2015 mit 89,27 m eine persönliche Bestleistung. Bei den Weltmeisterschaften 2015 in Peking wurde er mit 87,41 m Vierter; zur Bronzemedaille fehlten nur 23 cm. Seine Bestleistung verbesserte er am 9. Juni 2016 in Oslo auf 89,30 m und am 29. Juni 2016 beim Meeting in Turku auf 91,28 m. Bei den Europameisterschaften 2016 in Amsterdam konnte er diese Leistung nicht bestätigen und belegte mit 80,78 m den fünften Rang.
Am 20. August 2016 gewann er mit einem Wurf über 90,30 m die Goldmedaille im Speerwurf bei den Olympischen Spielen 2016 in Rio de Janeiro.
2017 erzielte Röhler am 5. Mai beim Diamond-League-Meeting in Doha eine Weite von 93,90 m und übertraf damit den bisherigen deutschen Rekord von Raymond Hecht (92,60 m) aus dem Jahr 1995 um mehr als einen Meter. Der Wurf war der weltweit weiteste Speerwurf seit 1997 und machte Röhler zum zweitbesten Werfer in der Geschichte des 1986 eingeführten neuen Speers, nur übertroffen von Jan Železný aus Tschechien (Weltrekord: 98,48 m). Am 11. Juli des Jahres verlor Röhler den deutschen Rekord bereits wieder, als Johannes Vetter in Luzern eine Weite von 94,44 m erzielte und Röhler auf Rang drei der ewigen Bestenliste verdrängte.
Bei der Team-Europameisterschaft 2017 im nordfranzösischen Lille errang Röhler mit der deutschen Mannschaft den Titel; in seiner Disziplin belegte er den dritten Platz. Bei den Weltmeisterschaften 2017 in London verfehlte er wie bereits 2015 knapp das Podium und belegte mit 88,26 m den vierten Platz.
Am 9. August 2018 wurde Röhler in Berlin mit 89,47 m Europameister. Beim Continental Cup in Ostrava belegte er mit der europäischen Mannschaft den zweiten Platz, wozu er durch einen Sieg im Einzel beitrug.

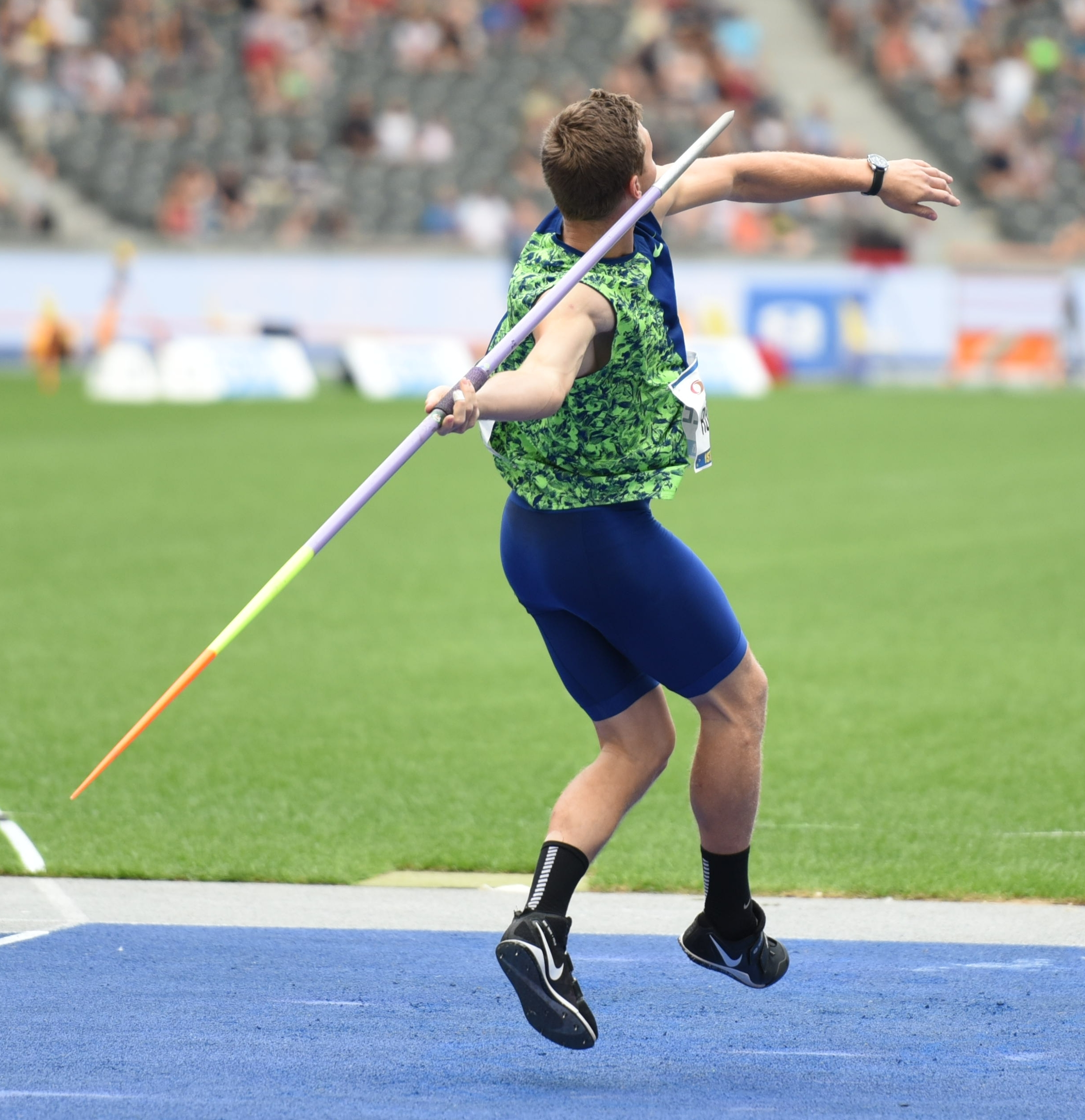
Röhler beim ISTAF Berlin 2019

2019 kam Röhler mit 82,70 m bei den Deutschen Meisterschaften auf den Bronzerang und schied bei den Weltmeisterschaften in Doha mit 79,23 m in der Qualifikation aus.
2020 verzichtete er auf die Teilnahme an den Deutschen Meisterschaften; nach eigenen Angaben beruhte diese Entscheidung „auf dem Mix aus familiärem Fokus und sicherer Planung für das Jahr 2021“.
In den Jahren danach hatte er immer wieder mit Rückenproblemen zu kämpfen. In den Jahren 2024 und 2025 belegte er bei den Deutschen Meisterschaften hinter Julian Weber Platz zwei.

## Verbandsfunktionen
Während der Weltmeisterschaften 2017 wurde Thomas Röhler in die IAAF-Athleten-Kommission gewählt, der er von 2018 bis 2022 angehörte. Er war der erste deutsche Athlet, der in diese Kommission gewählt wurde.

## Vereinszugehörigkeiten
Röhler startet für den Leichtathletik Club Jena. Sein erster Verein war der TuS Jena.

## Privates
Im Juli 2020 wurden Röhler und seine Verlobte Lucia Schauerhammer Eltern eines Sohnes.

## Auszeichnungen
- 2016: Leichtathlet des Jahres in Deutschland
- 2016: Silbernes Lorbeerblatt
- 2016: Sportler des Jahres, 8. Rang
- 2018: Sportler des Jahres, 9. Rang

## Erfolge und Leistungsentwicklung
| Jahr | Bestweite | Ort                   | Platzierungen                                                      |
| ---- | --------- | --------------------- | ------------------------------------------------------------------ |
| 2019 | 82,70 m   | Berlin (GER)          | 3. Platz Deutsche Meisterschaften                                  |
| 2018 | 89,47 m   | Berlin (GER)          | Goldmedaille Europameisterschaften                                 |
| 2018 | 91,78 m   | Doha (QAT)            | 1. Platz IAAF Diamond League Meeting                               |
| 2017 | 93,90 m   | Doha (QAT)            | 1. Platz IAAF Diamond League Meeting (ehemaliger deutscher Rekord) |
| 2016 | 90,30 m   | Rio de Janeiro (BRA)  | Goldmedaille Olympische Spiele                                     |
| 2016 | 91,28 m   | Turku (FIN)           | 1. Platz Paavo Nurmi Games                                         |
| 2016 | 89,30 m   | Oslo (NOR)            | 1. Platz IAAF Diamond League Meeting                               |
| 2015 | 89,27 m   | Kuortane (FIN)        | 1. Platz Kuortane Games                                            |
| 2015 | 84,73 m   | Nürnberg (GER)        | 1. Platz Deutsche Meisterschaften                                  |
| 2015 | 87,41 m   | Peking (CHN)          | 4. Platz Weltmeisterschaften                                       |
| 2014 | 87,63 m   | Zürich (SUI)          | 1. Platz Weltklasse Zürich                                         |
| 2014 | 86,99 m   | Glasgow (GBR)         | 1. Platz Sainsbury’s GrandPrix                                     |
| 2014 | 81,17 m   | Leiria (POR)          | 2. Platz Winterwurf-Europacup                                      |
| 2014 | 84,28 m   | Ulm (GER)             | 1. Platz Deutsche Meisterschaften                                  |
| 2013 | 83,95 m   | Dessau-Roßlau (GER)   | 3. Platz                                                           |
| 2013 | 81,87 m   | Castellon (ESP)       | 2. Platz Winterwurf-Europacup                                      |
| 2013 | 83,26 m   | Ancona (ITA)          | 1. Platz Länderkampf/Winterwurf U23                                |
| 2013 | 83,56 m   | Ulm (GER)             | 1. Platz Deutsche Meisterschaften                                  |
| 2013 | 83,31 m   | Gateshead (GBR)       | 2. Platz Team-Europameisterschaft                                  |
| 2013 | 81,74 m   | Tampere (FIN)         | 3. Platz U23-Europameisterschaften                                 |
| 2012 | 80,79 m   | St.Wendel (GER)       | 3. Platz World Class Meeting                                       |
| 2012 | 78,58 m   | BO-Wattenscheid (GER) | 1. Platz Deutsche Meisterschaften                                  |
| 2012 | 77,53 m   | Kandel (GER)          | 1. Platz Deutsche Meisterschaften U23                              |
| 2012 | 78,89 m   | Helsinki (FIN)        | 13. Platz Europameisterschaften                                    |
| 2011 | 78,20 m   | Ostrava (CZE)         | 7. Platz U23-Europameisterschaften                                 |
| 2011 | 74,66 m   | Bremen (GER)          | 3. Platz U23-Meisterschaften                                       |
| 2010 | 76,37 m   | Ulm (GER)             | 2. Platz Deutsche Leichtathletik-Jugendmeisterschaften             |
| 2010 | 69,93 m   | Moncton (CAN)         | 9. Platz U20-Weltmeisterschaften                                   |
| 2009 | 61,26 m   | Halle (GER)           |                                                                    |

## Sonstiges
Röhler kritisierte in der Vergangenheit die in vielen Fällen schlechte Bezahlung deutscher Leichtathletiktrainer. Auch sein Trainer Harro Schwuchow sei bis zu Röhlers internationalen Erfolgen davon betroffen gewesen.